# Jardin du Monument-aux-Mères-Françaises
Le jardin du Monument-aux-Mères-Françaises est un espace vert du sud du  13e arrondissement de Paris, en France.

## Situation et accès
Le jardin est situé à la limite sud du 13e arrondissement, non loin de la porte d'Italie. De forme grossièrement trapézoïdale, il est bordé au nord par le boulevard Kellermann (un des boulevards des Maréchaux), à l'ouest par la rue Keufer et son petit côté sud est contigu au parc Kellermann mais sans ouverture vers celui-ci.
Il est accessible par le 21, boulevard Kellermann au niveau de la rue Keufer. Il abrite un imposant monument dédiée aux mères françaises, érigé en 1938. 
Il est desservi par la ligne 7 à la station Maison Blanche.

## Description
Depuis son entrée située à l'angle du boulevard Kellermann et la rue Keufer part un mail d'une quarantaine de mètres de long, dans une orientation nord-ouest sud-est, bordé de tilleuls et de bancs de pierre. Il mène au fond du jardin où se dresse un imposant monument de style stalinien d'une dizaine de mètres de large. 
Ce monument, dessiné par Paul Bigot, est composé d'une grande dalle verticale légèrement courbée devant laquelle se trouvent cinq groupes de sculptures réalisées en pierre d'Euville (Meuse) par Henri Bouchard et Alexandre Descatoire. Au centre, une sculpture en haut relief représente une femme portant un bébé dans ses bras et recevant les hommages de son fils agenouillé et de sa fille tête baissée, l'un lui offrant des livres, l'autre des fleurs. 
De chaque côté, deux groupes de statues représentent des femmes de différentes générations avec des enfants et, séparé du reste du monument, côté ouest, un groupe majoritairement composé d'hommes, s'incline respectueusement.
Une grande inscription « AUX MERES FRANCAISES » est gravée sur la dalle avec en dessus, de part et d'autre de la sculpture centrale et en plus petits caractères, à gauche un texte d'Albert Lebrun et à droite un texte d'Edmond Labbé et un vers de Victor Hugo,  « Oh l'amour d'une mère, amour que nul n'oublie »,  tiré du poème Ce siècle avait deux ans du  recueil  Les Feuilles d'automne.  

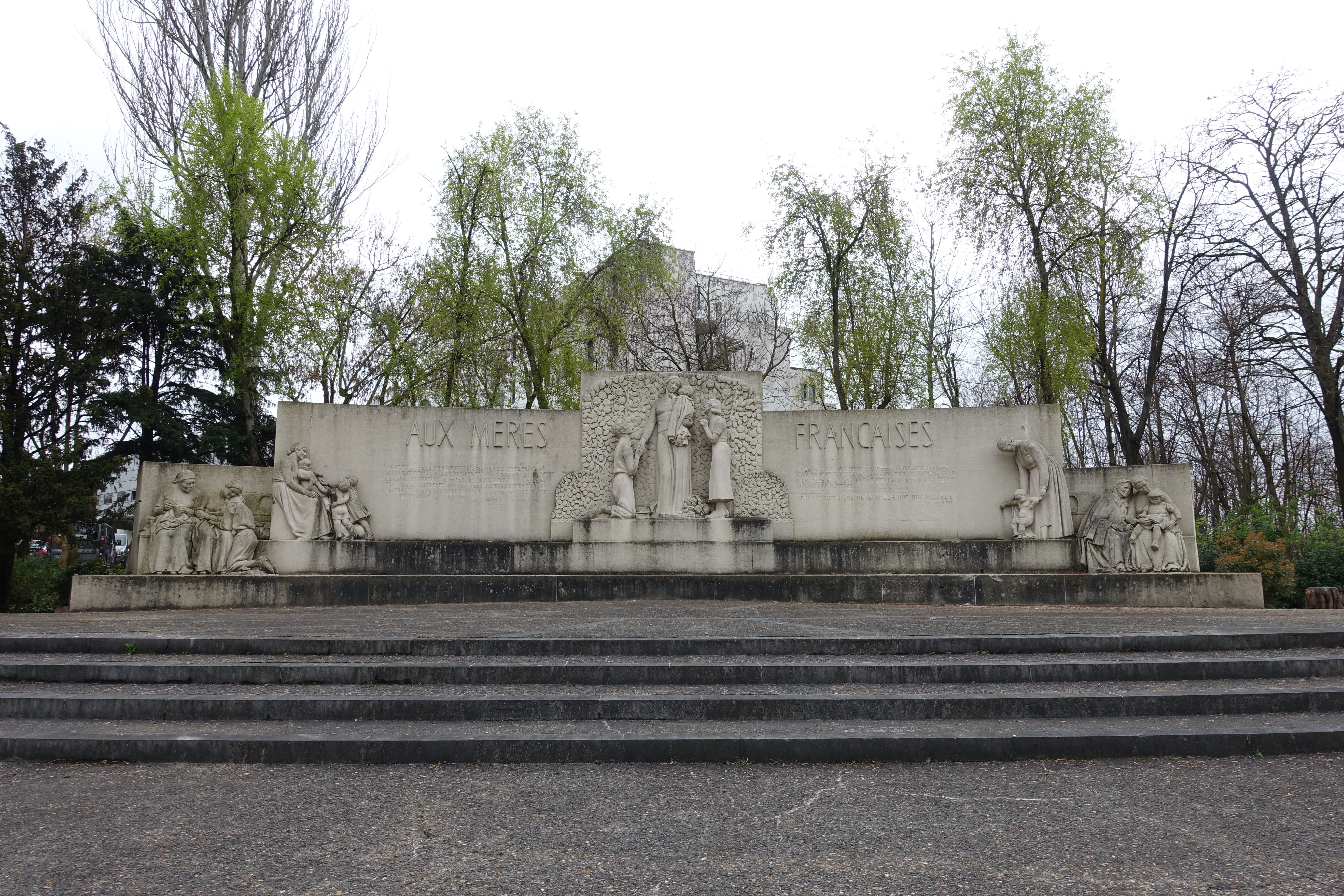

## Historique
Le Front populaire, arrivé au pouvoir en France en 1936, amplifie la politique familiale et nataliste des gouvernements précédents. Il augmente ainsi les allocations familiales pour les familles nombreuses. Il décide également d'ériger à Paris un monument dédié aux mères françaises.
Un monument est ainsi créé en 1938 dans un jardin dédié pour encourager la natalité française en honorant les mères, notamment celles qui ont dû élever seule leurs enfants après la mort de leur mari lors de la Première Guerre mondiale. À cette fin, l'architecte Paul Bigot dessine, dans la configuration qu'ils ont encore aujourd'hui, le jardin et le monument qu'il intitule Monument-aux-Mères-Françaises.
Le jardin est inauguré le 25 octobre 1938 par le président de la République française Albert Lebrun. Lors de l'inauguration, des femmes de la Ligue des droits des femmes manifestent pour réclamer le droit de vote des femmes pour « les mères françaises, sublimes… mais non encore électrices » et souhaitent déposer une gerbe mais sont dispersées par la trentaine de policiers présents.
Pendant la Seconde Guerre mondiale, sous le régime de Vichy, la fête des mères y est célébrée, ce qui donne lieu à une contre-manifestation communiste le 31 mai 1942. Cela mettra fin à ses célébrations officielles les années suivantes.
Les  miliciens paradent devant le monument en 1943[réf. nécessaire].
Après la Seconde Guerre mondiale, le monument fut jugé trop « pétainiste » et suscita des polémiques ; le jardin ne fut longtemps ouvert que pour la fête des mères lors de laquelle l'Union départementale des associations familiales (UDAF) organisa durant trente ans une cérémonie en présence de mères médaillées de la famille. Le jardin est depuis quelques années ouvert toute l'année sous l'impulsion de l'adjoint au maire et conseiller du 13e arrondissement, Yves Contassot, et accueille différentes manifestations de quartier (expositions photo, concerts, ateliers jardinage).
À noter qu'une autre sculpture, un bronze de Henri Marius Petit (1913-2009) représentant une mère allaitant son enfant, appelée initialement La Maternité et qui reçut la médaille d'argent au Salon des artistes français de 1934, fut acquise par la ville de Metz en 1938 qui la rebaptisa Aux mères françaises. Elle se trouve aujourd'hui sur l'esplanade du boulevard Poincarré dans le centre-ville.

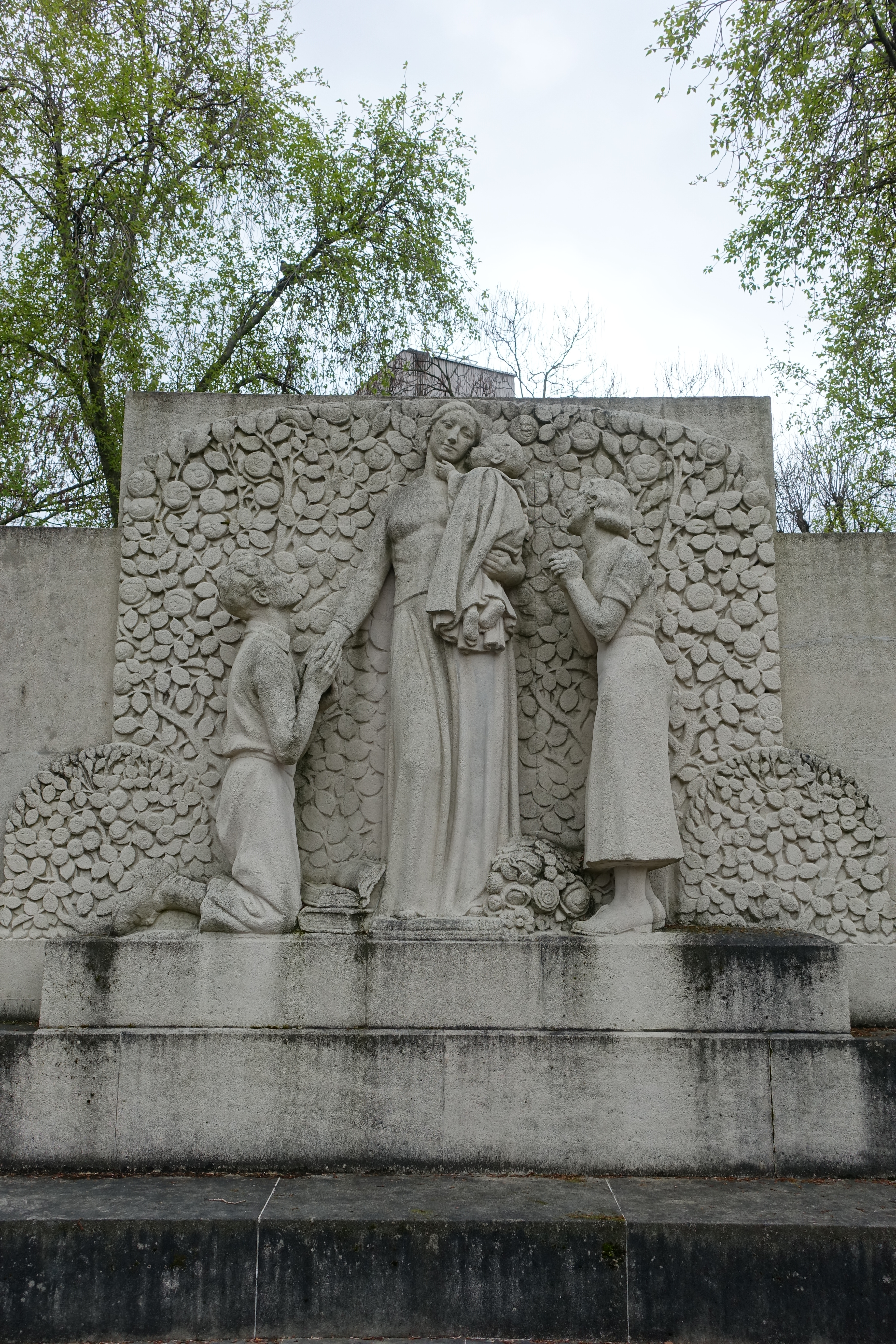
La sculpture centrale.
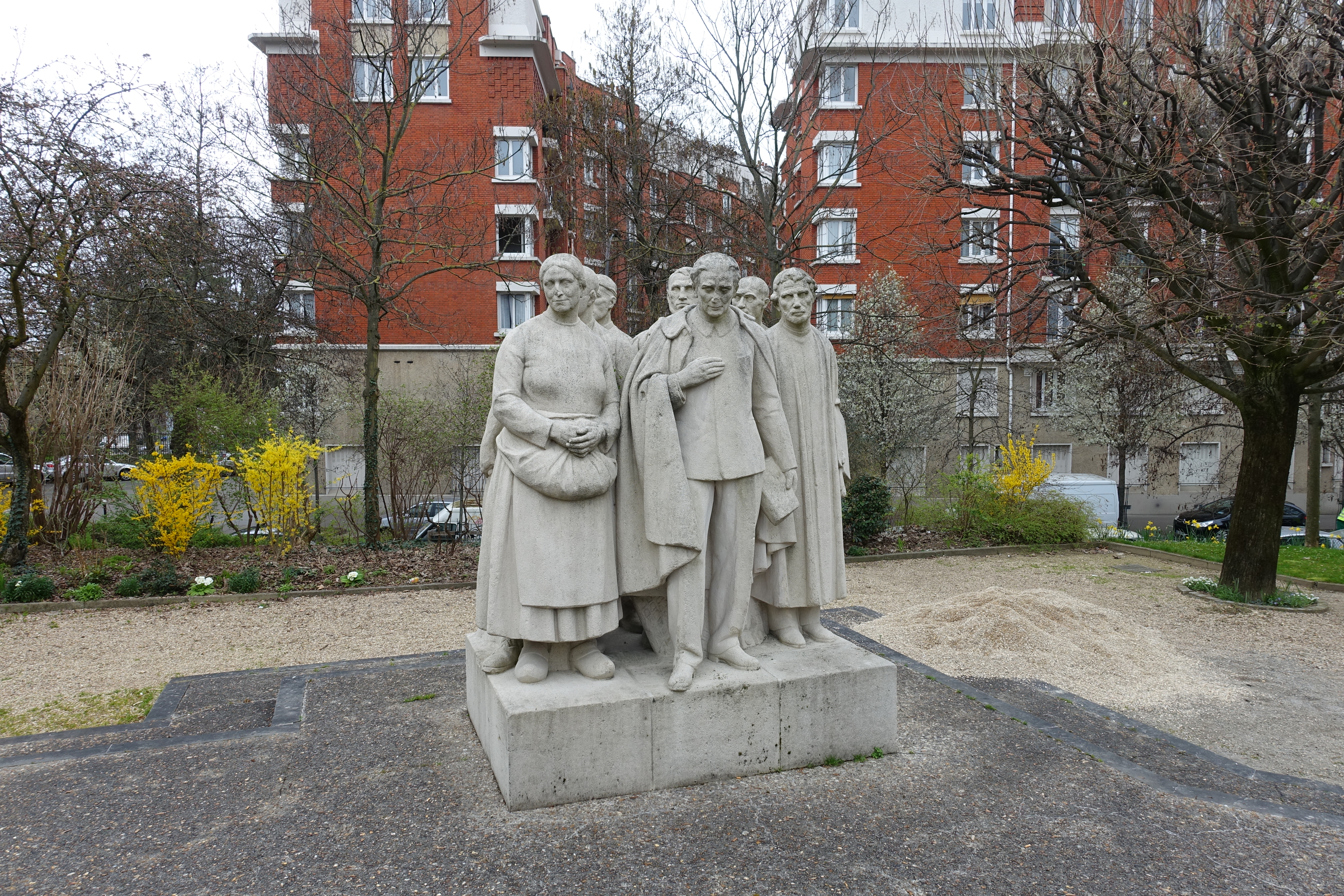
Le groupe sculpté isolé, côté ouest.
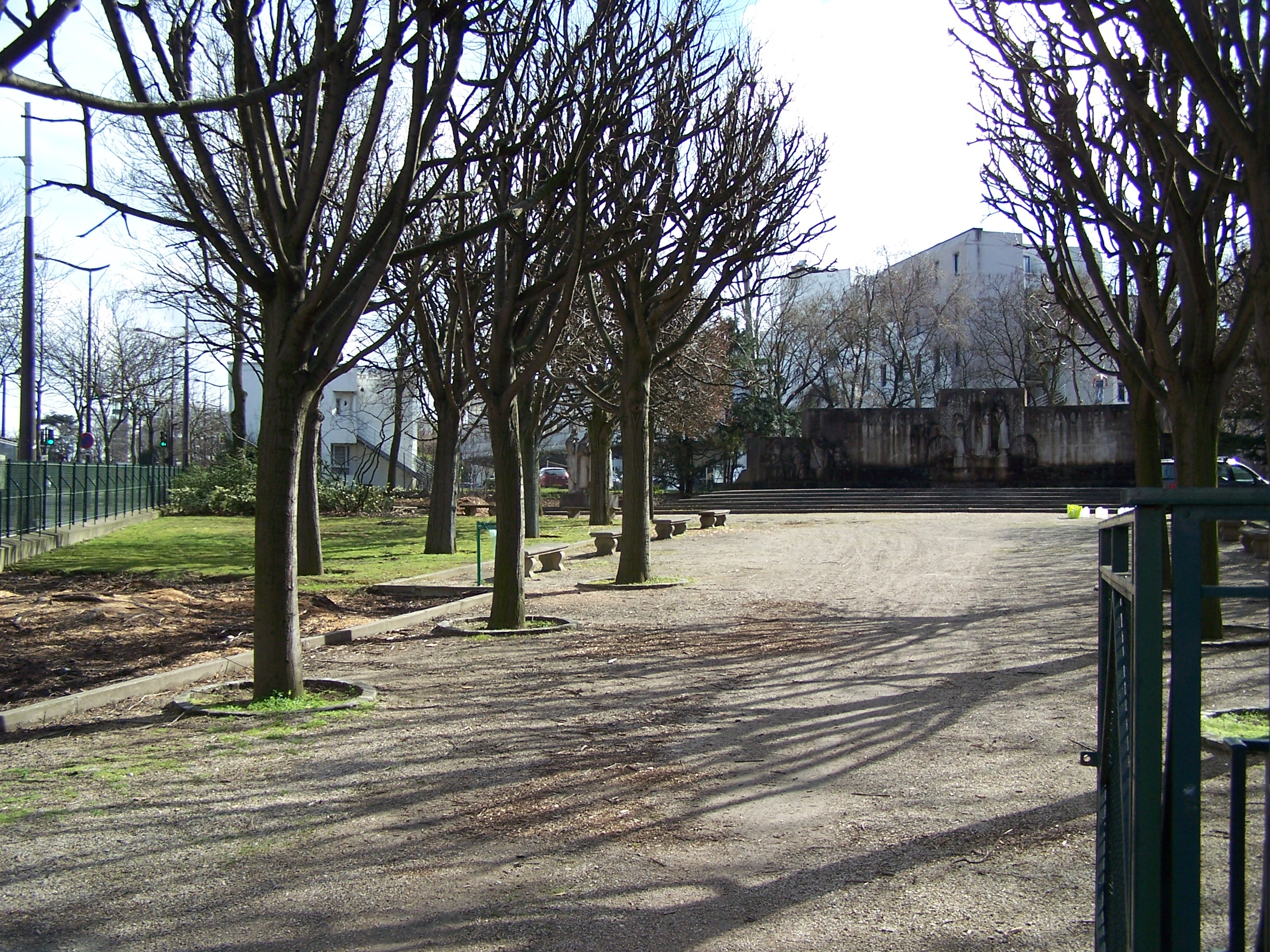
Le jardin en hiver vu depuis l'entrée avec, à gauche, le boulevard Kellerman et en arrière plan, l'immeuble du Centre international de séjour Kellermann.